# Мухамед-Таки Бахар
Мухамед-Таки Бахар (Персијски: محمدتقی بهار; Машхад, новембар 1884 – Техеран, 22. април 1951), нашироко познат као Малек о-шоара (перс.: ملک‌الشعراء‎‎) или Малек о-шоара Бахар (у буквалном преводу краљ песника), био је истакнути ирански песник и научни радник, а такође био политичар, новинар, историчар и професор књижевности. Иако је Бахар песник двадесетог века, његове песме су поприлично традиционалне и веома националистичког карактера.

## Биографија
Мухамед-Таки Бахар рођен је 6. новембра 1884. године у Машхаду, главном граду провинције Хорасан, на североистоку Ирана. Бахар је своје основно образовање започео када му је било свега три године, а тутор му је био његов отац Мухамед Казем Сабури, иначе песник лауреат храма у Машхаду који је носио почасну титулу малек о-шоара, "краљ песника".
Поред приватног школовања, Бахар је похађао и традиционалну школу, мектеб, у Машхаду. Како би усавршио знање персијског и арапског језика, похађао је и часове код Адиба Нишабурија, традиционалног песника и познаваоца књижевности који је промовисао стил хорасанских песника из раног исламског периода, традицију такозваног "књижевног повратка". Прича се да је Бахар још у веома раном животном добу знао напамет велики део Курана. Према сопственим тврдњама, Бахар је прочитао Шахнаму када му је било седам година и у потпуности разумео значење овог Фирдусијевог епа.
Бахар је своју прву песму испевао када му је било осам година, а тада је и изабрао име Бахар, што значи пролеће, за свој књижевни псеудоним. Мада је познато да је Бахар изабрао ово име по Бахару Ширванију, песнику који је био близак пријатељ његовог оца, а након његове смрти. Ширвани је био истакнути песник за време каџарског владара Насир ел Дин Шаха.
Када му је било четранаест година, Бахар је течно говорио арапски, а касније је стекао добро знање писаног и говорног француског језика. Са осамнаест година остао је без оца и тада је почео да ради као муслимански проповедник и клерик. У то време је испевао дугачку оду (на персијском – касиду) и послао је Мозаферудин-шаху који је био толико имресиониран касидом да је одмах поставио Бахара за песника лауреата и краљевским декретом му, када му је било само 19 година (1903. године), доделио титулу малек о-шоара у храма Имама Резе у Машхаду.
На почетку Уставне револуције у Ирану (1906-1911), Бахар се одрекао своје позиције песника лауреата и прикључио се револуционарном покрету за успостављање парламентарног система и демократије у Ирану. Бахар је постао активни члан машхадског огранка "Друштва за просперитет" које се залагало за успостављање иранског парламента (Маџлес). Бахар је објављивао полу тајне новине "Хорасан", као и "Ново пролеће" (Но бахар) и "Свеже пролеће" (Тазе Бахар), прво у Машхаду а касније у Техерану.
Бахар је објавио бројне чланке у својим новинама у којима је страсно подстицао читаоце да устану и помогну успостављање функционалног парламента. Подједнако жестоко је заговарао и успостављање нових и реформисаних јавних институција, новог друштвеног и политичког поретка, као и нових форми изражавања. После победе Уставне револуције, Бахар је у више наврата биран за посланика у Парламенту.
Године 1918, када је на власти био Ахмад-шах Каџар, седми и последњи владар из каџарске династије, Бахар се потпуно променио: прекинуо је све своје свештеничке дужности и постао потпуно нови човек. У исто време, заједно са писцем и песником Саидом Нафисијем, песником и историчарем Голам-Резом Рашидом Јасемијем, историчарем Абасом Екбалом Аштијанијем и својим талентованим пријатељем Абдулхосеином Тејмурташом, основао је Књижевно удружење "Анђоман Адаби Данешкаде". Магазин "Данешкаде" био је месечник Удружења у коме су поред прозних и поетских дела објављивани и други, веома информативни и корисни чланци под разним називима, као што су "Књижевна револуција", "Како нас виде друге нације" и "Књижевна историја Ирана". У ствари, овај магазин је Бахару постао средство за објављивање резултата својих књижевних истраживања и представљање западне књижевности Иранцима. Магазин је такође одиграо кључну улогу у развоју и јачању савремених форми персијске књижевности.
По оснивању Универзитета у Техерану 1934. године (за време владавине Резе-шаха Пахлавија), Бахар је постао професор персијске књижевности на Факултету за књижевност овог универзитета. Током своје професорске каријере, највећи део свог времена је посветио писању и уређивању књига о персијској књижевности и историји. Значајна међу бројним делима које је Бахар написао и уредио су:
- "Историја Систана" (Тарих-е Систан),
- "Кратка историја политичких партија" (Тарик-е Мохтасар-е Ахзаб-е сијаси),
- "Методологија" (Сабк Шемаси), која се бави варијететом стилова и традиција персијске прозе,
- "Сажетак историје и приче" (Мођмалал-ол-таварих о вал Кесас),
- "Антологија прича" (Ђаваме-ол-хекајат),
- Два тома стихова сопствених песама.

Године 1945, током владавине шаха Мухамед-Резе Пахлавија, Бахар је кратко време обављао функцију министра културе и образовања у кабинету премијера Ахмада Гавама (познатог као Гавам о-Салтане). Раније, исте године су Бахар и Ахмад Гавам основали "Демократску партију Тиран" (Хезб-е Демократ-е Тиран).
Последњих година живота, Бахар је патио од туберкулозе. Потражио је медицинску помоћ у Лејсину у Швајцарској, где је боравио у санаторијуму између 1947. и 1949. године. Недуго по повратку у Иран, здравствено стање му се брзо погоршало. Преминуо је 21. априла 1951. године у свом дому у Техерану. Сахрањен је на гробљу Захир ад-даоле у Дарбанду, на северу Техерана.

## Његове песме
Иако је Бахар песник двадесетог века, његове песме су поприлично традиционалне и изразито родољубиве. Многи стручњаци су изузетно наглашавали и документовали Бахаров стил писања и лепоту његове поезије, који су га, уз његову дубоку страст за Ираном и упорно супростављање фанатизму, заиста учинили једном од највећих културних икона модерног Ирана. Иако је извесно време радио као клерик и проповедник, његова прва и највећа страст је увек било писање, нарочито поезије, као и историсјка истраживања и предавање.
Преко свог књижевног часописа, Магазина "Данешкаде-а", Бахар је значајно утицао на развој модерне персијске поезије и књижевности. Могло би се рећи да су, у различитој мери, готово сви рани заговорници модернизма у персијској поезији и књижевности, проналазили своју инспирацију у новим кретањима и променама које су се десиле у западној књижевности. Било како било, таква инспирација не би лако резултирала променама да није било залагања и подршке истакнутих фигура као што је Бахар чији су књижевни доприноси били, и остају, константа персијске културе. У Бахаровој збирци песама могу се наћи песме испеване у складу са скоро сваком традицијом персијске поезије. Навешћемо само неке: писао је панегирике (сетајеш или мадихе), епику (хемаси), патриотске песме (михани), симболичке и мистичке (рамзи или суфијане), романтичне (ашикане), етичке (Ахлаки), дидактичке (Амузеши или панди), колоквијалне (гофт-огуи), и сатиричне песме (танзи или хаџви).